# Mileniarizem
Tisočletna vladavina svetnikov
Vse od samih začetkov krščanstva so ljudje ugibali, kdaj bo prišlo sveto tisočletje, ki so ga povezovali s koncem sveta in drugim prihodom Jezusa Kristusa.
Mileniarizem je prepričanje, da bo nekoč v prihodnosti prišlo obdobje celega tisočletja, v katerem bodo na svetu vladali svetniki, bodisi kot priprava na drugi Kristusov prihod na Zemljo bodisi takoj po poslednji sodbi. To prepričanje izvira iz Danielovih spisov (7. poglavje), iz apokalipse, opisane v Knjigi razodetja (20. poglavje), in iz judovske apokaliptične literature, kakršna je Enohova knjiga. Kljub temu te doktrine ni potrdila nobena od glavnih krščanskih Cerkva.
Mileniarizem se je pojavil v prvem stoletju po Kristusovi smrti, ko so številni kristjani verjeli, da je konec sveta neizbežen. Razširil se je v letih ob koncu prvega tisočletja, ko naj bi se po prerokbah začelo zadnje tisočletja človeštva. Ker se niso pojavila nobena znamenja, ki bi nakazovala kar koli slabega, so začeli namigovati na druge dogodke, ki bi lahko pomenili začetek zadnjega obdobja človeštva. Eden od takih dogodkov je bilo denimo zavzetje Jeruzalema, kot sta 1095 oznanjala Peter  Puščavnik in Valter brez imetja. Na odzive se je odzvalo večdeset tisoč kmetov, ki so se odpravili na prvi križarski pohod za osvoboditev Jeruzalema izpod turške oblasti. Križarji so 1099 mesto res zavzeli, vendar tega niso storili kmetje, saj so bili njihovi pohodi popolna polomija.
Dejstvo, da so se prvemu križarskemu pohodu pridružili kmetje, ni naključno. Veliko doktrin mileniarizma je namreč izrecno povezovalo prihod svetega tisočletja s padcem tedanjih vladarjev, vzponom kmečkega prebivalstva in oblikovanjem novega, enakopravnega družbenega reda. Taka in podobna prepričanja so skozi vsa obdobja veliko pripomogla k priljubljenosti mileniarizma pri zatiranih skupinah ljudi.
Nov zagon mileniarističnim prepričanjem je dal italijanski mistik Joahim iz Fiore (ok. 1132-1202). Verjel je, da je našel skrivnost Svetega pisma. V svojih spisih je namreč zapisal, da Mojzesov čas pomeni obdobje Očeta, čas evangelija obdobje Sina, tretje obdobje pa bo obdobje Svetega duha, ki bi pomenilo vrhunec zgodovine človeštva. Tu ne bi bilo niti lastnine niti bogastva, saj bi ljudje živeli v prostovoljni revščini. Ne bi potrebovali niti hrane niti zakonske oblasti: ljudje bi živeli v svobodi in veselju, brez duhovščine, zakramentov ali Svetega pisma.
PROTI LETU 2000
Mileniarizem je zlasti v Nemčiji uspešno preživel celoten srednji vek, resda včasih kot tajno gibanje. Pripomogel je k podpihovanju ostrega nasprotovanja reformatorjem proti papežu in občasno spodbudil nasilne družbene upore. Radikalni protestantski reformator Thomas Muntzer je denimo napeljeval k rušenju  tako cerkvene kot posvetne oblasti in oblikovanju družbe, v kateri bi bili vsi ljudje enakopravni. Muntzer, ki je verjel, da so revni izvoljeno božje ljudstvo, je spodbujal nemške kmete k uporu 1524. Naslednje leto ga je oblast usmrtila.
V Angliji je v 17. stoletju ekstremistična puritanska sekta z imenom Ranters imela veliko podobnih zamisli. Poleg tega so trdili, da greh ne obstaja in da verniki lahko počnejo vse, kar želijo. Zato jih je parlament preganjal, češ, da spodbujajo razvrat.
Tudi danes ima v ideologijah dveh krščanskih skupin mileniarizem osrednjo vlogo. Jehovove priče in adventisti sedmega dne, ki so bili ustanovljeni sredi 19. stoletja v ZDA, verujejo, da sta konec sveta in začetek svetega tisočletja neizbežna. Tudi več drugih sekt je v zadnjih desetletjih 20. stoletja začelo trditi, da se bliža prelomna točka svetovne zgodovine in da smo na začetku novega obdobja.